# SecureCRT
SecureCRT — комерційний SSH і Telnet клієнт і емулятор терміналу від VanDyke Software. Спочатку продукт тільки під Windows, але VanDyke додав версії Mac OS X і Linux.

## Історія
SecureCRT є клієнтом Telnet і емулятором терміналу з графічним інтерфейсом. Програма починалася як CRT, котра була випущена восени 1995 року. Спочатку випущена як преміум-версія CRT з підтримкою шифрування SSH, SecureCRT пізніше замінив продукт CRT повністю. Ці програми є частиною лінії мережевого програмного забезпечення VanDyke, яка включає SecureFX, клієнт передачі файлів з можливістю SSL, і який замінив їхній ранній продукт AbsoluteFTP, і SSH сервер VShell. SecureCRT та SecureFX можуть бути запущені один з одного і використовувати спільну інформацію зі списку хостів. Окремо компанією продається пакет інструментів командного рядка (наприклад, SCP, за зразком команди Unix з однойменною назвою) для використання з VShell. Всі згадані продукти є комерційними.

## Особливості
- Графічний користувацький інтерфейс з підтримкою налаштовуваних вкладок сесій
- Розширена підтримка протоколів (SSH1, SSH2, Telnet, Telnet над SSL, Rlogin, послідовний порт, TAPI)
- Підтримка великої кількості шифрів: AES-128, AES-192, AES-256, AES-CTR 128, AES-CTR-192, AES-CTR-256, Twofish, Blowfish, 3DES і RC4
- Розширені функції, включаючи помічник відкритих ключів SSH, X.509, підтримка смарт-карт і GSSAPI, X11 експедирування, тунелювання інших протоколів,
- Розширені можливості емуляції терміналу (VT100, VT102, VT220, ANSI, SCO ANSI, Wyse 50/60, Xterm, Linux терміналів) з повною підтримкою Unicode
- Прокрутка 128000 ліній і необмежені можливості входу на хости
- Підтримка WSH сценаріїв, тобто він може бути запрограмований в VBScript, JScript, PerlScript, ooRexxScript, PythonScript, TclScript, PHPScript, варіанти Delphi, Rexx, Basic, і будь-яких інших доступних рушіїв сценаріїв WSH.
- Передача файлів доступна через інтеграцію SecureFX
- Відповідність FIPS[5][6]

VanDyke Software має додаткову інформацію [Архівовано 3 листопада 2013 у Wayback Machine.] на своєму вебсайті.

## Сумісність
SecureCRT працює на Windows XP, Windows Vista, Windows 7, Windows 8. Він також працює на серії операційних систем Windows Server. Для Windows Vista і пізніших версій доступні 64-розрядні версії.
SecureCRT також доступна для Mac OS X і Linux.
SecureCRT розроблений в Нью-Мексико, і на них поширюються експортні обмеження США.

## Популярність
SecureCRT популярний вибір серед системних і мережевих адміністраторів. Доступна безплатна демо-версію SecureCRT, вона перестане працювати через 30 днів. Реєстрація необхідна.

## Виноски
1. 1 2  Архівована копія. Архів оригіналу за 30 червня 2014. Процитовано 1 листопада 2013.{{cite web}}:  Обслуговування CS1: Сторінки з текстом «archived copy» як значення параметру title (посилання)
2. ↑  Архівована копія. Архів оригіналу за 6 березня 2016. Процитовано 1 листопада 2013.{{cite web}}:  Обслуговування CS1: Сторінки з текстом «archived copy» як значення параметру title (посилання)
3. ↑  Архівована копія. Архів оригіналу за 29 червня 2014. Процитовано 1 листопада 2013.{{cite web}}:  Обслуговування CS1: Сторінки з текстом «archived copy» як значення параметру title (посилання)
4. ↑  Архівована копія. Архів оригіналу за 9 листопада 2012. Процитовано 1 листопада 2013.{{cite web}}:  Обслуговування CS1: Сторінки з текстом «archived copy» як значення параметру title (посилання)
5. ↑  Архівована копія. Архів оригіналу за 27 листопада 2013. Процитовано 1 листопада 2013.{{cite web}}:  Обслуговування CS1: Сторінки з текстом «archived copy» як значення параметру title (посилання)
6. ↑  Архівована копія (PDF). Архів оригіналу (PDF) за 7 листопада 2010. Процитовано 1 листопада 2013.{{cite web}}:  Обслуговування CS1: Сторінки з текстом «archived copy» як значення параметру title (посилання)
7. 1 2  Архівована копія. Архів оригіналу за 3 листопада 2013. Процитовано 1 листопада 2013.{{cite web}}:  Обслуговування CS1: Сторінки з текстом «archived copy» як значення параметру title (посилання)
8. ↑  Архівована копія. Архів оригіналу за 5 листопада 2013. Процитовано 1 листопада 2013.{{cite web}}:  Обслуговування CS1: Сторінки з текстом «archived copy» як значення параметру title (посилання)
9. ↑    - http://www.enterprisenetworkingplanet.com/netos/article.php/1003161/Review--SecureCRT-for-Windows-SSH-Client.htm [Архівовано 2 листопада 2013 у Wayback Machine.]
  - http://products.enterpriseitplanet.com/security/encryption/1109787216.html [Архівовано 10 липня 2011 у Wayback Machine.]
  - http://www.pcmag.com/article2/0,2817,2129805,00.asp [Архівовано 12 жовтня 2012 у Wayback Machine.]
  - http://www.upenn.edu/computing/product/specs/securecrt.html [Архівовано 14 грудня 2012 у Wayback Machine.]
  - http://fileforum.betanews.com/detail/SecureCRT/942606451/1#reviews [Архівовано 2 листопада 2013 у Wayback Machine.]

## Дивись також
- Порівняння SSH клієнтів
- PuTTY
- Cygwin/X
- WinSCP
- Xming